# Erica Skinger
Erica Skinger, ameriška alpska smučarka, * 21. marec 1949, Burlington, Vermont, ZDA.
Ni nastopila na olimpijskih igrah ali svetovnih prvenstvih. V svetovnem pokalu je tekmovala dve sezoni med letoma 1968 in 1969. V skupnem seštevku svetovnega pokala je bila najvišje na 23. mestu leta 1968, leta 1969 je bila deseta v smukaškem seštevku.